# Георгије Ђока Краљевачки
Георгије „Ђока” Краљевачки (1840 — 1906) један је од првих српских и раних европских фотографа. По образовању је био сликар.

## Биографија
Рођен је у Новом Саду око 1840. године у тадашњој Краљевини Угарској. Посвећује се фотографији. Фотографско знање стекао је у другој половини 19. века у Штутгарту код њемачких мајстора. Фотогртафијом се бавио у Новом Саду и Београду „преко пута Зеленог венца”. Међу првим српским атељеима отвореним у Београду је атеље „Георгија Ђоке Краљевачког” на Зеленом Венцу, назван по њему.
Углавном је осликавао портрете савременика из средње и више грађанске класе, ратника српских ратова и јавних личности. Међу првима је из Србије снимио портрете вјеначних парова у формату посјетнице.
Фотографије из атељеа Ђоке Краљевачког, са мотивима жена у народној ношњи, користио је познати међуратни етнолог Петар М. Живковић за илустрацију неких својих радова. Како је фотографија постајала јефтинија и престајала да буде привилегија само малом броја имућних, постала је свакодневица код све већег броја људи, омогућујући им да и на тај начин памте сопствену прошлост.
Умро је у Београду, општина Палилула, 1906. године и сахрањен на Новом Гробљу у Београду.

## Техника и начин рада
- Опрема фотографија: браон тонер, ферлауф, бомбе и мајолик технике (за мајолик фотографије понекад је користио на аверсној страни картона - подлоге и одштампани стилизовани рам) као и мултипликације.
- Реквизиторијум: три различите подне простирке, позадине (неутралне и осликане), балустрада, имитација ограда, столице са високим наслоном, кратким ногама, металним рамом и обичне кућне, као и стилски сточићи и столњак, портијера, ограда од облица. Балустрада у облику три састављене лире из његовог атељеа, била усликана код многих београдских фотографа тог времена. (Гантебајна, Мусила и Мирића, Анастаса Стојановића и браће Ђонић).[1]

## Присуство у колекцијама
Краљевачки је заступљен у много државних и приватних колекција, институција, енциклопедија и публикација:
- „ТЕАТРОН” — часопис за позоришну уметност, у бројевима 156 и 157 на страници 163, и страници 169 под бројем 128, наводи Георгија Краљевачког и његов допринос у домену позоришне уметности.[9]
- Помиње се и у етнографској збирци српског фолклора. Значајну улогу у памћењу српског фолклора имале су и фотографије Краљевачког. Такође је први у Србији почео да фотографише свадбене свечаности. Помиње се у публикацији САНУ — Етнографски институт у књизи број 48 на страници 305: „Обичаји животног циклуса у градској средини”.[10]
- Уз неколико српских фотографа заступљен је у фотографској енциклопедији фотографија 19 вијека: „Енциклопедија фотографије из деветнаестог века” (енгл. Encyclopedia of nineteenth-century photography) аутора Џона Ханавиа.[11]
- Заступљен је и у „Националној библиотеци Француске” у Паризу (енгл. „Ara f' National Library ofFrance”.Владимир Јакшић, метеоролог из Београда на специјализацији у Паризу, донирао је 1885. године фотографије неколицине српских фотографа, међу њима и 16 фотографија Георгија Краљевачког фото-галерији:“Gallica Bibliotheque nationale de Paris”.[12]
- Краљевачки је присутан и у Енциклопедији „Encyclopedias.Biz; Ottoman empire: Europen (Bulgaria, Serbia, Macedonia,;Albania, and Bosnia”.[13]
- Георгије Краљевачки је и у фундусу „Универзитетског колеџа у Лондону”. Двадесетак фотографија Георгија Краљевачког су у фундусу „Универзитетског колеџа у Лондону” (енгл. Ara f' University College London[14]

## Галерија
- ГоспоЂа  Краљевачкa — Keниг
- Нaтaлиja Краљевачки
- Часопис за позоришну умјетност "Театрон"
- Даница Краљевачки, око 1875. године
- Кумице, фотографија Георгија Ђоке Краљевачког око 1875. године
- Марија Краљевачка око 1880. г.
- Портрет Владимира Јакшића
- Потпис Владимира Јакшића на донираним фотографијама
- Власник кафане, око 1870. године
- Сељанка 2, око 1880. године
- Сељанка 1, у ношњи, око 1880. године
- Буржуј 1
- Буржуј 2
- Човјек и жена
- Гајдаш
- Професор у школи
- Сељак 1
- Сељак 2
- Сељак 3
- Сеоски трговац
- Жена са села 1
- Жена са села 2
- Жена са села 3